# Шапкино (Можайский район)
Ша́пкино — деревня в Можайском городском округе Московской области России. С 2006 по  2018 год входила в состав сельского поселения Замошинское.
В ста метрах от Шапкина находится высшая точка Московской области — Замри-гора (310 м). В километре к югу пролегает Минское шоссе. В пяти километрах к северу находится железнодорожная станция Белорусского направления «Платформа 147 км».

## Население
| 2002 | 2006 | 2010 |
| ---- | ---- | ---- |
| 4    | ↘1   | ↗10  |